# P. G. Wodehouse
Sir Pelham Grenville Wodehouse (Guildford, 15 ottobre 1881 – New York, 14 febbraio 1975) è stato uno scrittore inglese e uno dei più letti umoristi del XX secolo, famoso per le sue trame complesse, il sofisticato uso del linguaggio e la prolifica produzione.
Wodehouse, soprannominato "la pulce ammaestrata della letteratura inglese", fu un maestro riconosciuto della lingua inglese e di stile, con ammiratori che vanno dai contemporanei come Hilaire Belloc, Evelyn Waugh e Rudyard Kipling agli scrittori moderni come Salman Rushdie e Douglas Adams.
Oggi ricordato soprattutto per i romanzi e i racconti di Jeeves e del Castello di Blandings, Wodehouse fu anche un autore di testi musicali, scrisse con Cole Porter il musical Anything Goes e collaborò spesso con Jerome Kern. Scrisse inoltre il testo della canzone Bill in Show Boat, che fu un grande successo.

## Biografia

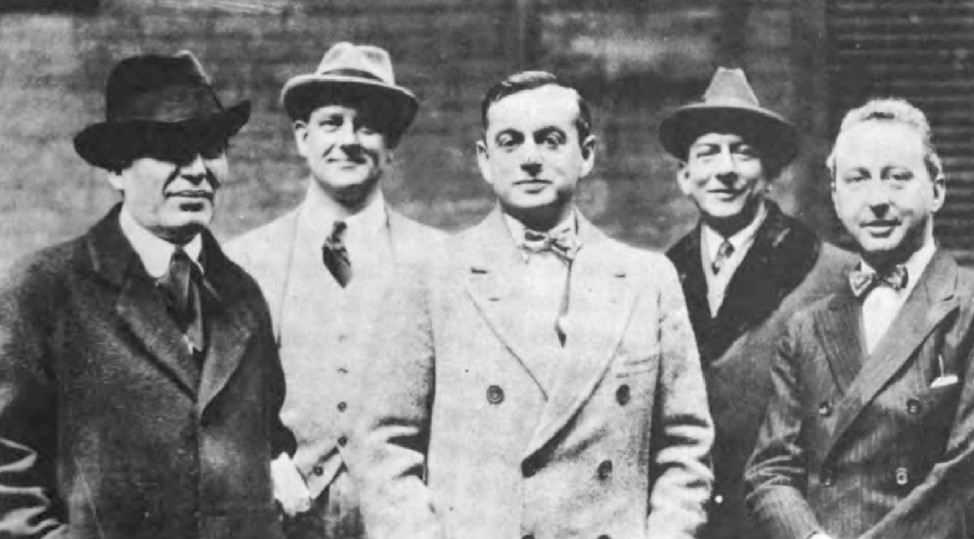
Fotografia del 1917 circa: da sinistra a destra Morris Gest, P.G. Wodehouse, Guy Bolton, F. Ray Comstock e Jerome Kern, c. 1917

Nato a Guildford, Wodehouse era soprannominato Plum (Prugna), prese il nome dal suo padrino, il calciatore Pelham von Donop. Studiò al Dulwich College, ma il suo ingresso all'università fu impedito da problemi finanziari familiari. In seguito lavorò in banca per due anni, benché non avesse alcun reale interesse per una carriera in quell'ambiente e dedicandosi part-time alla scrittura, che con il tempo divenne la sua unica e vera professione. Successivamente si trasferì a Hollywood, dove diventò uno sceneggiatore di grande successo. Molti dei suoi romanzi furono anche pubblicati su riviste come The Saturday Evening Post. Si sposò nel 1914.
Sebbene Wodehouse e la sua opera siano considerati la quintessenza dell'Inghilterra, dal 1924 al 1940 visse principalmente negli Stati Uniti e in Francia. In quest'ultimo Paese stabilì nel 1934 la sua residenza. Wodehouse era profondamente disinteressato alla politica e agli affari mondiali. Quando nel 1939 scoppiò la seconda guerra mondiale, invece di ritornare in Inghilterra, rimase in Francia nella sua residenza estiva di Le Touquet, senza rendersi conto della serietà del conflitto. Fu così fatto prigioniero dai tedeschi nel 1940 e internato un anno, prima in Belgio, poi a Tost, nell'attuale Polonia. Mentre era a Tost, intrattenne gli altri prigionieri con dialoghi umoristici che, dopo essere stato liberato a pochi mesi dal suo sessantesimo compleanno, usò come base per una serie di trasmissioni radio che i tedeschi lo persuasero a mandare in onda da Berlino. Ma l'Inghilterra in guerra non era dell'umore giusto per battute a cuor leggero e le trasmissioni generarono numerose accuse di collaborazionismo e perfino tradimento, tanto che alcune biblioteche bandirono i suoi libri.
In prima fila tra i suoi critici c'era A. A. Milne, l'autore dei libri di Winnie the Pooh; Wodehouse si prese una sorta di vendetta creando un personaggio ridicolo chiamato "Timothy Bobbin", protagonista di divertenti parodie della poesia per l'infanzia di Milne. Tra i difensori di Wodehouse vi furono Evelyn Waugh e George Orwell.
Le critiche convinsero Wodehouse a trasferirsi definitivamente negli Stati Uniti: ottenuto nel 1946 il visto dalle autorità statunitensi, nel 1947 prese residenza nell'Upper East Side di Manhattan per poi trasferirsi a Remsemburg (Long Island) dove abitò per il resto della sua vita. Nel 1955 acquisì la doppia cittadinanza, diventando anche cittadino statunitense, ma non ritornò mai più in patria. Fu nominato Cavaliere dell'Impero Britannico (KBE) nel 1975, poco prima della sua morte. Si ritiene generalmente che l'onorificenza non sia stata concessa prima a causa del perdurare di risentimenti dovuti alle trasmissioni tedesche.
Massone, fu iniziato il 22 marzo 1929 nella Jerusalem Lodge No. 197 della Gran Loggia unita d'Inghilterra, dette le dimissioni il 10 novembre del 1934.

## Opere
Wodehouse fu un autore molto prolifico, scrivendo novantasei libri in una carriera durata dal 1902 al 1974. Le sue opere comprendono romanzi, raccolte di racconti e una commedia musicale. La maggior parte dei personaggi e degli ambienti compare ripetutamente nelle sue opere di narrativa, inducendo i suoi lettori a classificarle in "serie".

### Il castello di Blandings
La serie di Blandings riguarda gli aristocratici abitanti del fittizio Castello di Blandings, a partire dall'eccentrico Lord Emsworth, ossessionato dalla sua scrofa da competizione, l'Imperatrice di Blandings.
Il ciclo è composto dai seguenti titoli:
- Qualche cosa di nuovo oppure Qualcosa di nuovo (Something Fresh, titolo statunitense: Something New, 1915). Benché non sia il personaggio principale, è in questo romanzo che appare per la prima volta Lord Emsworth del castello di Blandings
- Lasciate fare a Psmith (Leave it to Psmith, 1923). Il romanzo narra l'ultima avventura di Ronald Psmith, ambientata nel castello di Blandings e alle prese con la numerosa famiglia di Lord Emsworth
- Lampi d'estate (Summer Lightning, 1929)
- Aria di tempesta (Heavy Weather, 1933)
- Il castello di Blandings (Blandings Castle, 1935); è una raccolta di dodici racconti, sei dei quali si svolgono a Blandings. Benché pubblicato nel 1935, fu in realtà scritto tra il 1926 e il 1928 e gli eventi narrati avvengono prima di quelli presentati in Lampi d'estate
  - Importanza di una zucca (The Custody of the Pumpkin)
  - Lord Emsworth agisce per il meglio (Lord Emsworth Acts for the Best)
  - L'imperatrice di Blandings (Pig-hoo-o-o-o-ey)
  - Compagnia per Gertrude (Company for Gertrude)
  - Un uomo di successo (The Go-getter)
  - L'amica di Lord Emsworth (Lord Emsworth and the Girl Friend)
  - Mr Potter Takes a Rest Cure
  - Monkey Business
  - The Nodder
  - The Juice of an Orange
  - The Rise of Minna Nordstrom
  - The Castaways
- Lord Emsworth e altri racconti (Lord Emsworth and Others, titolo statunitense Crime Wave at Blandings, 1937). Raccolta di racconti di cui solo il primo (Aria di delitto a Blandings) è ambientato a Blandings
- Zio Fred in primavera (Uncle Fred in the Springtime, 1939)
- Luna piena (Full Moon, 1947)
- Non c'è da preoccuparsi (Nothing Serious, 1950). Raccolta di 10 storie, una delle quali ambientata a Blandings.
- I porci hanno le ali (Pigs Have Wings, 1952)
- I signori sono serviti o Il ratto dell'imperatrice (Service with a Smile, 1961)
- Genero al verde o Un intrigo a Blandings (The Brinkmanship of Galahad Threepwood o Galahad at Blandings, 1964)
- Plum Pie, 1966. Raccolta di 9 storie, una delle quali ambientata a Blandings.
- Il pellicano di Blandings (A Pelican at Blandings, 1970)
- Sunset at Blandings (1977). Uscito postumo, è l'ultimo romanzo di Wodehouse, inedito in italiano. L'edizione originale (lasciata incompleta e senza titolo dall'autore) venne pubblicata con ampie note sul suo contenuto.

### Jeeves
Il ricco e vanitoso Bertie Wooster è il personaggio narrante, in un gran numero di romanzi e racconti che descrivono le situazioni improbabili e sfortunate in cui si cacciano lui e i suoi amici, e il modo in cui il suo ingegnoso valletto Jeeves, da perfetto deus ex machina, riesce sempre a risolverle. Chiamate collettivamente "la serie di Jeeves", sono le opere più famose di Wodehouse. Sono inoltre un prezioso compendio del gergo inglese precedente alla seconda guerra mondiale, il cui più vicino equivalente nella letteratura americana è forse l'opera di Damon Runyon.

Sono riportati di seguito alcuni titoli del ciclo:
- Alla buon'ora Jeeves! o Perfetto, Jeeves (Right Ho, Jeeves) (1922)
- L'inimitabile Jeeves! (The Inimitable Jeeves) (1923)
- Avanti Jeeves! (Carry on... Jeeves!) (1925)
  - Jeeves prende servizio (Jeeves Takes Charge)
  - La carriera artistica di Corky (The Artistic Career of Corky)
  - Jeeves e l'ospite non invitato (Jeeves and the Unbidden Guest)
  - Jeeves e l'uovo sodo (Jeeves and the Hard-boiled Egg)
  - La zia e il poltrone (The Aunt and the Sluggard)
  - La faccenda del buon Biffy (The Rummy Affair of Old Biffy)
  - La sostituzione (Without the Option)
  - La riconciliazione (Fixing It for Freddie)
  - Intorno ad Anatolio (Clustering Round Young Bingo)
  - Parla Jeeves (Bertie Changes His Mind)
- Benissimo, Jeeves! (Very Good, Jeeves) (1930)
  - Jeeves e il pericolo imminente (Jeeves and the Impending Doom)
  - Il complesso d'inferiorità di Sippy (The Inferiority Complex of Old Sippy)
  - Jeeves e lo spirito natalizio (Jeeves and the Yule-tide Spirit)
- Molto obbligato, Jeeves (Much Obliged, Jeeves)
- Il codice dei Wooster o Jeeves non si smentisce (The Code of the Woosters) (1938)
- Chiamate Jeeves (Ring For Jeeves) (1953)
- Jeeves fa una frittata (Jeeves Makes an Omelette) (1958).
- Tanto di cappello a Jeeves  (Jeeves and the Feudal Spirit, titolo statunitense: Bertie Wooster Sees It Through) (1954)
- Le zie non sono gentiluomini  (Aunts Aren't Gentlemen, titolo statunitense: The Catnappers) (1974)

### Altre opere

#### Mr. Mulliner
Mr. Mulliner è un loquace chiacchierone che narra storie sulla sua famiglia, raccolte in tre volumi:
- Mister Mulliner, Meet Mr Mulliner (1927)
  - La verità sul caso di Giorgio (The Truth about George)
  - L'avventura di Wilfred Mulliner (A Slice of Life)
  - Il "Buck-U-Uppo" Mulliner (Mulliner's Buck-U-Uppo)
  - Il vescovo si risveglia (Bishop's Move)
  - Sorge l'aurora (Came the Dawn)
  - La storia di William (The Story of William)
  - Ritratto di una disciplinatrice (Portrait of a Disciplinarian)
  - Il romanzo di un fotografo (The Romance of a Bulb-Squeezer)
  - La villa del caprifoglio (Honeysuckle Cottage)
- Parla mister Mulliner (Mr Mulliner Speaking, 1929)
  - La corte di Arcibaldo (The Reverent Wooing of Archibald)
  - L'uomo che smise di fumare (The Man Who Gave Up Smoking)
  - La storia di Cedric (The Story of Cedric)
  - Le peripezie di Osbert Mulliner (The Ordeal of Osbert Mulliner)
  - Avvenimenti spiacevoli a Bludleigh Court (Unpleasantness at Bludleigh Court)
  - Pericolo sul campo di golf (Those in Peril on the Tee)
  - Qualche cosa di viscido (Something Squishy)
  - La straordinaria letizia della madre (The Awful Gladness of the Mater)
  - L'esperimento di Ambrogio (The Passing of Ambrose)
- Le sere di Mulliner (Mulliner Nights, 1933)
  - Il sorriso vincente (The Smile that Wins)
  - La storia di Webster (The Story of Webster)
  - I gatti sono gatti (Cats Will be Cats)
  - L'impresa cavalleresca di Mervyn (The Knightly Quest of Mervyn)
  - La voce del passato (The Voice from the Past)
  - Casa aperta (Open House)
  - Best Seller (Best Seller)
  - Stricnina nella minestra (Strychnine in the Soup)
  - Serata di gala (Gala Night)

#### Il golf
Molte delle storie di Wodehouse riguardano il golf, un'attività che tutti i personaggi coinvolti considerano la sola parte importante delle loro vite. Il socio più anziano (Oldest member) ne narra la maggior parte.
- Il colpo di Cuthbert (The Clicking of Cuthbert) (1922)
- Il cuore di un coniglio (The Heart of a Goof) (1926)

#### Psmith

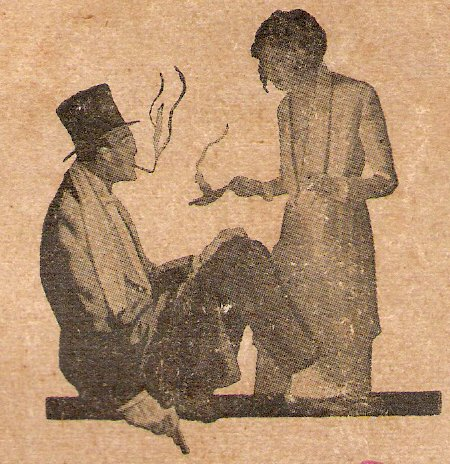
Psmith a Blandings

Psmith è un ingegnoso tuttofare. Alcune storie di Psmith si sovrappongono a quelle di Blandings quando Psmith viene assunto da Lord Emsworth, si stabilisce al castello e diviene amico di Freddie Threepwood.
- Psmith in banca (Psmith in the City) (1910)
- Psmith giornalista (Psmith Journalist) (1915)
- Le gesta di Psmith (Leave it to Psmith) (1923)

#### Storie sulla scuola
- The Pothunters (1902)
- Uno zio del prefetto (A Prefect's Uncle)
- Il pipistrello d'oro (The Gold Bat, 1904)
- Mike (Mike, 1909)
- La piccola pepita (The Little Nugget, 1913)

#### Stanley Featherstonehaugh Ukridge
Stanley Featherstonehaugh Ukridge è un personaggio dedito all'ideazione di stravaganti progetti economici.
- L'amore tra i polli (Love Among the Chickens) (1906; versione riveduta nel 1921)
- Dieci racconti nella raccolta Ukridge (Ukridge) (1924)
  - Il collegio dei cani (Ukridge's Dog College) (1923)
  - Il sindacato infortuni Ukridge (Ukridge's Accident Syndicate; altro titolo Ukridge, Teddy Weeks and the Tomato)  (1923)
  - Il debutto di Battling Billson (The Début  of Battling Billson)  (1923)
  - Primi soccorsi a Dora (First Aid for Dora)  (1923)
  - Il ritorno di Battling Billson (The Return of Battling Billson)  (1923)
  - Ukridge mette a posto Dora (Ukridge Sees Her Through)  (1923)
  - Un matrimonio mancato (No Wedding Bells for Him)  (1923)
  - La lunga mano di Tonto Coote (The Long Arm of Looney Coote)  (1923)
  - La fine di Battling Billson (The Exit of Battling Billson)  (1923)
  - Ukridge a una svolta pericolosa (Ukridge Rounds a Nasty Corner)  (1924)
- Tre racconti nella raccolta Un eroe da romanzo (Lord Emsworth and others) (1937)
  - Una brillante mente per gli affari (The Level Business Head)  (1926)
  - Da casa a casa (Ukridge and the Home from Home)  (1931)
  - Il ritorno di Barile Billson (The Come-back of Battling Billson)  (1935)
- Tre racconti nella raccolta Il club dei nati stanchi (Eggs, Beans and Crumpets) (1940)
  - Un po' di fortuna per Mabel (A Bit of Luck for Mabel)  (1925)
  - Il giorno del ranuncolo (Buttercup Day)  (1925)
  - Ukridge e il vecchio ziastro (Ukridge and the Old Stepper)  (1928)
- Un racconto nella raccolta Non c'è da preoccuparsi (Nothing Serious)  (1950)
  - Storia di un'impresa fortunata (Success Story; altro titolo: Ukie Invests in Human Nature)  (1947)
- Un racconto nella raccolta Qualche storia spiccia (A Few Quick Ones)  (1959)
  - Briciole di carità (A Tithe for Charity)  (1955)
- Un racconto nella raccolta Plum Pie (1966)
  - Ukridge Starts a Bank Account  (1967)

#### Zio Fred
- Arriva lo zio Fred (Uncle Fred Flits By, 1935)
- Zio Fred in primavera (Uncle Fred in the Springtime, 1939)
- Lo zio dinamite (Uncle Dynamite, 1948)
- Mister I. ci sa fare (Cocktail Time, (1958)
- I signori sono serviti (Service with a smile, 1962)

#### Storie singole
Storie singole che non fanno parte di una serie.
- La piccola pepita (The Little Nugget), (1913)
- Piccadilly Jim (Piccadilly Jim), (1917)
- Una damigella in pericolo (A damsel in distress), (1919)
- Jill ragazza bizzarra (Jill the Reckless) (1921)
- Le avventure di Sally (The Adventures of Sally) (1922)
- Sam il dinamico (Sam the Sudden), (1925)
- Il piccolo scapolo (The Small Bachelor), (1927)
- Gas esilarante (Laughing Gas) (1936)
- Servizio espresso (Quick Service) (1940)
- Pulce ammaestrata (Performing Flea) (autobiografia, 1951)
- L'eredità sotto chiave (Frozen Assets), (1964)

-Poi tutto s'accomoda (summer moonshine)
-Febbre di primavera (spring fever)
-Servizio espresso (quic service)
-Acqua bollente
-Denaro trovato (con Ugo Carmody, i coniugi Molloy)
-Denaro incomodo
-quattrini in banca ( con Lord Uffenham e i coniugi Molloy)
-qualcosa di losco  ( con lord Uffenham e Pilbmean)

### Opere teatrali
(parziale) 
- Oh, Boy!
- Miss 1917, libretto di Guy Bolton e P. G. Wodehouse (Broadway, 5 novembre 1917)
- The Three Musketeers, Libretto di William Anthony McGuire - Musica di Rudolf Friml, parole di Clifford Gray e P. G. Wodehouse (prima: 13 marzo 1928)

### Elenco cronologico completo delle opere
- The Pothunters, 1902 (I conquistatori di coppe)
- A Prefect's Uncle, 1903 (Lo zio del prefetto)
- Tales of St Austin's, 1903 -(Racconti di Sant'Agostino)
- The Gold Bat, 1904 (Battaglie sportive)
- William Tell Told Again, 1904
- The Head of Kay's, 1905 (Il capo della Kay)
- Love Among the Chickens, 1906 (L'amore tra i polli) - Romanzo
- The White Feather, 1907 (Una penna di coda)
- Not George Washington, 1907 (Non George Washington) - Romanzo autobiografico
- The Globe By the Way Book, 1908 - Collezione di articoli
- The Swoop!, 1909
- Mike, 1909 (Mike)
- A Gentleman of Leisure, 1910 (Un gentiluomo in ozio)
- Psmith in the City, 1910 (Psmith in banca)
- The Prince and Betty, 1912 (Il principe e Betty)
- The Little Nugget, 1913 (La piccola pepita)
- The Man Upstairs, 1914 (L'uomo del piano di sopra) - Raccolta di racconti
- Psmith, Journalist, 1915 (Psmith giornalista)
- Something Fresh, 1915 (Qualcosa di nuovo)
- Uneasy Money, 1917 (Denaro difficile)
- The Man With Two Left Feet, 1917 (L'uomo con due piedi sinistri) - Raccolta di racconti
- Piccadilly Jim, 1918 (Piccadilly Jim) - Romanzo
- My Man Jeeves, 1919 - Raccolta di racconti
- A Damsel in Distress, 1919 (Una damigella in pericolo) - Romanzo.[7]
- The Coming of Bill, 1920 (La venuta di Bill)
- Jill the Reckless, 1921 (Jill ragazza bizzarra)
- Indiscretions of Archie, 1921 (Le imprudenze di Archie)
- The Clicking of Cuthbert, 1922 (Il colpo di Cuthbert) - Raccolta di racconti
- The Girl on the Boat, 1922 (La ragazza del transatlantico)
- The Adventures of Sally, 1922 (Le avventure di Sally)
- The Inimitable Jeeves, 1923 (L'inimitabile Jeeves!)
- Leave It to Psmith, 1923 (Lasciate fare a Psmith)
- Ukridge, 1924 (Ukridge) - Raccolta di racconti
- Bill the Conqueror, 1924 (Bill il conquistatore)
- Carry On, Jeeves, 1925 (Avanti Jeeves!) - Raccolta di racconti
- Sam the Sudden, 1925 (Sam il dinamico)
- The Heart of a Goof, 1926 (Il cuore di un coniglio)
- The Small Bachelor, 1927 (Il piccolo scapolo)
- Meet Mr Mulliner, 1927 (Mister Mulliner) - Raccolta di racconti
- Money for Nothing, 1928
- Mr Mulliner Speaking, 1929 (Parla mister Mulliner) - Raccolta di racconti
- Summer Lightning 1929 (Lampi d'estate)
- Very Good, Jeeves, 1930 (Benissimo, Jeeves!) - Raccolta di racconti
- Big Money, 1931 (Quattrini a palate)
- If I Were You, 1931 (Se io fossi voi)
- Louder and Funnier, 1932 (Più forte e più allegro) - Saggi
- Doctor Sally, 1932 (Doctor Sally)
- Hot Water, 1932 (Acqua bollente)
- Mulliner Nights, 1933 (Le sere di Mulliner)
- Heavy Weather, 1933 (Tempo pesante)
- Thank You, Jeeves, 1934 (Grazie, Jeeves)
- Right Ho, Jeeves, 1934 (Alla buon'ora Jeeves!)
- Blandings Castle, 1935 (Il castello di Blandings) - Raccolta di racconti
- The Luck of the Bodkins, 1935 (La fortuna dei Bodkin)
- Young Men in Spats, 1936 (Giovanotti con le ghette) - Raccolta di racconti
- Laughing Gas, 1936 (Gas esilarante)
- Lord Emsworth and Others, 1937 (Un eroe da romanzo) - Raccolta di racconti
- Summer Moonshine, 1938
- The Code of the Woosters, 1938 (Jeeves non si smentisce o Il codice dei Wooster)
- Uncle Fred in the Springtime, 1939 (Zio Fred in primavera)
- Eggs, Beans and Crumpets, 1940 - Raccolta di racconti
- Quick Service, 1940 (Servizio espresso)
- Money in the Bank, 1946 (Quattrini in banca)
- Joy in the Morning, 1947 (La gioia è col mattino, Un mattino di gioia)
- Full Moon, 1947 (Luna piena)
- Spring Fever, 1948 (Febbre di primavera)
- Uncle Dynamite, 1948 (Zio dinamite)
- The Mating Season, 1949 (La Stagione degli amori)
- Nothing Serious, 1950 - Raccolta di racconti
- The Old Reliable, 1951 (Diario segreto)
- Barmy in Wonderland, 1952 (Grullo nel paese delle meraviglie)
- Pigs Have Wings, 1952 (I porci hanno le ali)
- Ring for Jeeves, 1953 (Chiamate Jeeves)
- Performing Flea, 1953 (Pulce ammaestrata) - raccolta di lettere
- Bring on the Girls, 1954 (In scena le ragazze)- Storia autobiografica
- Jeeves and the Feudal Spirit, 1954 (Tanto di cappello a Jeeves o Jeeves e la cavalleria)
- French Leave, 1956 (E chi s'è visto s'è visto)
- Over Seventy, 1957 - Ricordi
- Something Fishy, 1957 (Qualcosa di losco)
- Cocktail Time, 1958 (Mister I ci sa fare)
- A Few Quick Ones, 1959 - Racconti (Qualche storia spiccia nel 1962; Un grosso affare nel 2007)
- Jeeves in the Offing, 1960 (Jeeves taglia la corda nel 1962; Jeeves sta alla larga nel 1989)
- Ice in the Bedroom, 1961
- Service With a Smile, 1961 (I signori sono serviti, 1970)
- Stiff Upper Lip, Jeeves, 1963 (Lei è unico, Jeeves, 1964; Teniamo duro, Jeeves, 1989)
- Frozen Assets, 1964 (L'eredità sotto chiave)
- Galahad at Blandings, 1965 (Un intrigo a Blandings)
- Plum Pie, 1966 - Raccolta di racconti
- Company for Henry, 1967 (In compagnia di Henry)
- Do Butlers Burgle Banks?, 1968 (I maggiordomi rapinano le banche?)
- A Pelican at Blandings, 1969 (Il pellicano di Blandings)
- The Girl in Blue, 1970, (La ragazza in blu)
- Much Obliged, Jeeves, 1971 (Molto obbligato, Jeeves)
- Pearls, Girls and Monty Bodkin, 1972 (I gioielli di Monty Bodkin)
- Bachelors Anonymous, 1973 (Anonima scapoli)
- Aunts Aren't Gentlemen, 1974 (Le zie non sono gentiluomini)
- The Uncollected Wodehouse, 1976 - Raccolta di racconti
- Sunset at Blandings, 1977 - Incompiuto

## Nella cultura di massa
Molti considerano Wodehouse secondo soltanto a Charles Dickens per la feconda invenzione di personaggi, i quali, tuttavia, non furono sempre apprezzati dall'establishment, in particolare la vanitosa stupidità di Bertie Wooster. Documenti pubblicati dalle autorità inglesi hanno rivelato che quando Wodehouse fu proposto per il titolo di Companion of Honour nel 1967, Sir Patrick Dean, ambasciatore britannico a Washington, obiettò che "avrebbe dato credito a un'immagine alla Bertie Wooster della personalità inglese, che stiamo facendo del nostro meglio per sradicare".
In Gran Bretagna rimane un nocciolo duro di lettori di Wodehouse, "alimentato in modo intermittente ogni volta che la TV lancia una nuova serie di adattamenti" delle sue opere.

### Adattamenti cinematografici e televisivi
Sia la serie di Blandings sia quella di Jeeves sono state adattate come serie televisive dalla BBC: la serie di Jeeves è stata adattata due volte, una volta negli anni sessanta (dalla BBC) con Ian Carmichael come Bertie Wooster e Dennis Price come Jeeves, e una volta negli anni novanta dalla Granada Television, con Hugh Laurie come Bertie e Stephen Fry come Jeeves.
Anche David Niven e Arthur Treacher hanno interpretato rispettivamente Bertie e Jeeves in alcuni film degli anni trenta.

## Personaggi principali
- Madeline Bassett
- Monty Bodkin
- Clarence Threepwood, nono conte di Emsworth
- Galahad (Gally) Threepwood, astuto fratello di Clarence Threepwood

"Supponi che tua zia Dalia una bella mattina legga sul giornale che sarai fucilato all'alba,” 
“Impossibile. Non mi alzo mai così presto."
(da: Jeeves taglia la corda)
- Lord Ickenham (Zio Fred)
- Gussie Fink-Nottle
- Barmy Fotheringay-Phipps
- Agatha Gregson (la temibile zia Agatha)
- Bingo Little
- Jeeves, il favoloso maggiordomo di Bertie Wooster
- Mr. Mulliner
- Oofy Prosser
- Dahlia Travers (l'energica zia Dahlia)

"È davvero incredibile, ma, o per qualche tara ereditaria, o perché l'hanno promesso alla madre, esistono persone che non hanno mai, in tutta la loro vita, introdotto nella laringe neppure un goccio di gin-and-tonic."
(da: Perfetto Jeeves)
- Il socio più anziano (The Oldest Member)
- Psmith
- Ukridge
- Bertie Wooster
- Frederick Twistleton, quinto conte di Ickenham (zio Fred)

### Personaggi secondari
- Mr. Anstruther, "l'uomo più umido del Worcestershire"
- Anatole, chef straordinario
- Rupert Baxter, l'efficiente segretario di Lord Emsworth

"Dicono che l'alcool morde come un serpente e, se ben ricordo, che punge come una vipera. Ebbene, tutto quel che posso rispondere io è: 'Lasciatelo fare!'."
(da: Doctor Sally)
- Sebastian Beach, maggiordomo al Castello di Blandings
- Major Brabazon-Plank
- Florence Craye, giovane donna intellettuale e autoritaria
- Sir Roderick Glossop, famoso strizzacervelli
- Honoria Glossop, la minacciosa figlia di Sir Roderick
- Tuppy Glossop, il nipote di Sir Roderick
- Roderick Spode, ottavo conte di Sidcup, aspirante dittatore
- Pongo Twistleton, il nipote di zio Fred
- Sir Gregory Parsloe-Parsloe